# Сарапульская епархия
Сара́пульская епа́рхия — епархия Русской православной церкви, объединяющая приходы и монастыри в южной части Удмуртии (в границах городов Сарапул и Можга, а также Алнашского, Граховского, Камбарского, Каракулинского, Киясовского, Малопургинского, Можгинского, Сарапульского районов). Входит в состав Удмуртской митрополии.

## История
В старину (с XVI века) территория будущей Сарапульской епархии входила в состав Казанской епархии.
Сарапульское викариатство учреждено в 1868 году по прошению Вятского епископа Аполлоса (Беляева). Местом пребывания Сарапульского епископа являлся Успенский Трифонов монастырь.
В 1889 году Сарапульское викариатство обращено в полусамостоятельный округ в составе Вятской епархии с пребыванием епископа в Сарапуле.
13 сентября 1916 года Сарапульскому викарию были предоставлены широкие права по управлению викариатством. С 12 октября 1916 года викарий Вятской епархии епископ Сарапульский стал носить титул «Сарапульский и Елабужский».
7 сентября 1918 года указом Патриарха Тихона, Св. Синода и Высшего Церковного Совета учреждена самостоятельная епархия с наименованием епархиального епископа Сарапульским и Елабужским, с включением в её состав Сарапульского, Елабужского и Малмыжского уездов.
19 сентября 1921 года постановлено именовать Сарапульского епархиального архиерея только по одному городу Сарапулу, так как в Елабуге предполагалось учредить архиерейскую кафедру.
20 июня 1930 года разрушен до основания кафедральный Вознесенский собор. Предметы внутреннего убранства растоптаны, иконы вышвырнуты на мостовую, могильные плиты вывернуты.
19 ноября 1943 года Сарапульская епархия прекратила своё существование в связи с тем, что кафедра была перенесена Ижевск, столицу Удмуртской АССР.
25 декабря 2013 года решением Священного Синода Русской православной церкви епархия была возрождена; в неё вошли южные районы Удмуртии. Одновременно, вместе с Ижевской и Глазовской епархиями, Сарапульская епархия вошла в состав новообразованной Удмуртской митрополии.

## Названия
- Сарапульская (викариатство)
- 1916—1918 — Сарапульская и Елабужская (полусамостоятельное викариатство)
- 1918—1921 — Сарапульская и Елабужская
- 1921—1943 — Сарапульская
- с 2013 года — Сарапульская

## Епископы
Сарапульское викариатство Вятской епархии
- 22 сентября 1868 — 24 июня 1872 — Геннадий (Левицкий)
- 24 июня 1872 — 28 февраля 1877 — Палладий (Пьянков)
- 8 января — 4 февраля 1878 — Павел (Вильчинский)
- 1 октября 1878 — 5 апреля 1882 — Нафанаил (Леандров)
- 18 июля 1882 — 8 марта 1886 — Тихон (Троицкий-Донебин)
- 10 апреля 1888 — 4 марта 1889 — Никон (Богоявленский)
- 4 марта 1889 — 8 ноября 1891 — Афанасий (Пархомович)
- 17 ноября 1891 — 15 мая 1893 — Анастасий (Опоцкий)
- 6 июня 1893 — 12 июня 1895 — Алексий (Соболев)
- 23 июля 1895 — 17 декабря 1900 — Никодим (Боков)
- 4 февраля 1901 — 5 апреля 1902 — Владимир (Благоразумов)
- 19 мая 1902 — 25 августа 1906 — Михей (Алексеев)
- 25 августа 1906 — 16 января 1909 — Арсений (Тимофеев)
- 12 апреля 1909 — 5 февраля 1914 — Мефодий (Великанов)
- 14 февраля 1914 — 18 марта 1917 — Амвросий (Гудко)
- 20 марта 1917 — 9 августа 1918 — Алексий (Кузнецов)

Сарапульская епархия
- 7 сентября 1918 — 22 ноября 1933 — Алексий (Кузнецов)
- 5 декабря 1933 — 27 мая 1934 — Симеон (Михайлов) в/у с 10 июля 1932
- 5 сентября 1934 — 30 января 1935 — Варлаам (Козуля)
- 30 января — 4 ноября 1935 — Владимир (Горьковский)
- 4 ноября 1935 — 15 ноября 1938 — Алексий (Кузнецов)
- 1938—1939 — Симеон (Михайлов)
- 21 июня — 8 сентября 1943 — Иоанн (Братолюбов)
- 23 февраля 2014 — 28 декабря 2015 — Викторин (Костенков) в/у с 5 мая 2015 года
- 28 декабря 2015 — 24 сентября 2021 — Антоний (Простихин)
- 24 сентября 2021 — 6 ноября 2022 — Викторин (Костенков) в/у, митр. Ижевский
- c 6 ноября 2022 года — Павел (Белокрылов)

## Викариатства
- Воткинское (недейств.)
- Елабужское (ныне в Казанской епархии)
- Ижевское (ныне самостоятельная епархия)
- Малмыжское (недейств.)

## Благочиния
Епархия разделена на 9 церковных округов (по состоянию на октябрь 2022 года):
- Алнашское благочиние
- Граховское благочиние
- Закамское благочиние
- Каракулинское благочиние
- Киясовское благочиние
- Малопургинское благочиние
- Можгинское благочиние
- Сарапульское городское благочиние
- Сарапульское районное благочиние

Благочиннические округа по состоянию на март 2023 года:
- Алнашский
- Граховский
- Каракулинский
- Малопургинский
- Можгинский
- Сарапульский городской
- Сарапульский районный

## Монастыри
Женские
- Мало-Дивеевский Серафимовский монастырь в селе Норья Малопургинского района
- Благовещенская монашеская община при Архиерейском подворье храма в честь иконы Пресвятой Богородицы «Скоропослушница» в Сарапуле